# Богдан Хмельницький (фільм)
«Богдан Хмельницький» — український радянський історично-пропагандистський фільм 1941 року режисера Ігоря Савченка про життя гетьмана Війська Запорозького Богдана Хмельницького. Картину знято на Київській кіностудії.
Наприкінці 1930-х тотальний терор у СРСР поєднується з кон'юнктурним поверненням до національно-історичної тематики. Фільм «Богдан Хмельницький» (1941) Ігора Савченка — дивовижне поєднання вимушеної заангажованості держзамовлення і очевидної режисерської та акторської обдарованості.

## Сюжет
1648 рік. Україна під гнітом Речі Посполитої. Шляхта безчинствує, спалюючи села одне за другим. Гетьман війська запорізького Богдан-Зиновій Хмельницький збирає на січі армію захисників вітчизни…

## Актори
- Микола Мордвінов —  гетьман Зиновій-Богдан Хмельницький
- Гарен Жуковська — Гелена Чаплинська, дружина гетьмана
- Микита Ільченко — полковник Максим Кривоніс
- Борис Безгін —  полковник Іван Богун
- Андрій Іванченко — полковник Опанас
- Віталій Поліцеймако — писар Лизогуб
- Михайло Жаров — дяк Гаврило
- Антон Дунайський — козак Шайтан
- Борис Андреєв — козак Довбня, син Шайтана / боярин Пушкин, московський посол
- Ростислав Івицький —  старий козак Тур
- Дмитро Капка — козак Кожух
- Павло Пасіка — Вартовий
- Олександр Хвиля — Кобзар
- Михайло Висоцький — сотник Гарбуз
- Палладій Білокінь — козак Півень
- Эмма Цесарська — шинкарка
- Костянтин Мухутдінов — мурза перекопський Тугай-Бей
- Борис Свєшников — князь Трубецький, московський посол
- Дмитро Мілютенко — Микола Потоцький, коронний гетьман Речі Посполитої
- Генріх Грайф — Стефан Потоцький, син Миколи Потоцького, польський полководець
- Ганс Клерінг — Данило Чаплинський
- Василь Зайчиков — Адам Кисіль, воєвода, сенатор Речі Посполитої

## Знімальна група
- Режисер-постановник: Ігор Савченко
- Сценарист: Олександр Корнійчук
- Оператор-постановник: Юрій Єкельчик
- Режисер: Б. Свєшніков
- Композитор: Сергій Потоцький
- Текст пісень: Андрій Малишко
- Диригент: Натан Рахлін
- Звукооператори: Рива Бісновата, Григорій Григор'єв
- Художник-декоратор: Яків Рівош
- Художник по костюмах: Іунія Майєр
- Реквізит: М. Солоха; макети — Валентин Корольов
- Художник-гример: Л. Хазанов
- Асистенти режисера: А. Давидсон, Н. Рильський
- Асистенти оператора: Сергій Ревенко, А. Ананасов
- Асистенти художника: Катерина Юкельсон, Г. Ткач
- Асистенти по монтажу: Варвара Бондіна, М. Крижановська
- Науковий консультант: доктор історичних наук, професор Микола Петровський
- Директор групи: Володимир Чайка

### Нагороди та премії[1]
- 1942: Сталінська премія першого ступеня — оператору Ю. Єкельчику за зйомки фільму «Богдан Хмельницький»
- 1942: Сталінська премія першого ступеня — актору М. Мордвінову за виконання головної ролі у фільмі
- 1942: Сталінська премія — режисеру І. Савченко